# بيرني كابلان
بيرني كابلان (بالإنجليزية: Bernie Kaplan)‏ هو لاعب كرة قدم أمريكية أمريكي، ولد في 7 مايو 1913 في فيلادلفيا في الولايات المتحدة، وتوفي في 14 يونيو 1992.